# Movimiento por la Democracia de Raíz
El Movimiento por la Democracia de Raíz fue un partido político en Anguila. En las últimas elecciones, el 21 de febrero de 2005, el partido no obtuvo ningún escaño.

## Resultados electorales
| Año  | Votos | %   | Escaños | +/– | Posición |
| ---- | ----- | --- | ------- | --- | -------- |
| 2000 | 176   | 3,7 | 0/7     | 0   | 5.º      |